# Jubilee Records
La Jubilee Records è stata un'etichetta discografica indipendente statunitense specializzata in rhythm and blues e novelty song.

## Storia
La Jubilee Records venne fondata a New York nel 1946 da Herb Abramson. Il suo socio Jerry Blaine acquistò metà dell'attività nel 1947, anno in cui Abramson inaugurò l'Atlantic Records assieme a Ahmet Ertegün.
Nel 1953 la Jubilee lanciò il singolo degli Orioles Crying in the Chapel, prima traccia di un gruppo afroamericano a raggiungere la Top 20 delle classifiche pop statunitensi.
Nel 1954 venne inaugurata la sussidiaria della Jubilee Josie Records, che pubblicò brani come Speedoo dei Cadillacs, entrato al terzo posto della classifica R&B e al diciassettesimo di quella pop, Do You Wanna Dance di Bobby Freeman, piazzatasi al numero 2 della classifica R&B e in quinta posizione nella classifica pop, e Last Kiss di J. Frank Wilson and the Cavaliers che, vendendo un milione di copie e raggiungendo la seconda posizione della Billboard Hot 100 nel 1964, confermò di essere il maggiore successo dell'etichetta. 
Tra gli artisti entrati nel roster della Jubilee vale la pena segnalare i Four Tunes, celebri per una serie di hit come Marie, destinata a raggiungere il secondo posto della R&B chart e il tredicesimo della casistica pop, il gruppo strumentale di New Orleans The Meters, che per la Jubilee pubblicò Cissy Strut, la quale si piazzò alla posizione numero 4 della graduatoria dei singoli R&B e alla numero 4 di quella pop, Poor Boy dei Royaltones, piazzatosi al numero 17 delle classifiche di Billboard nel 1957 e diventato l'ultimo successo rock 'n' roll dell'etichetta nuovaiorchese, più l'intrattenitore Kermit Schafer e la comica Rusty Warren.
La casa discografica deteneva anche la Gross Records, la cui unica band, i Doug Clark and the Hot Nuts, pubblicavano materiale considerato così volgare che nelle copertine dei loro album non vengono mai menzionate la Jubilee e la Josie.
Nel 1970, a causa di problemi finanziari, la Jubilee/Josie venne venduta alla Viewlex, che possedeva la Buddah Records e Blaine lasciò l'azienda. Il catalogo venne rilevato dalla Roulette Records. La Jubilee fallì nel 1971.